# Casa Masó
 (décembre 2013).

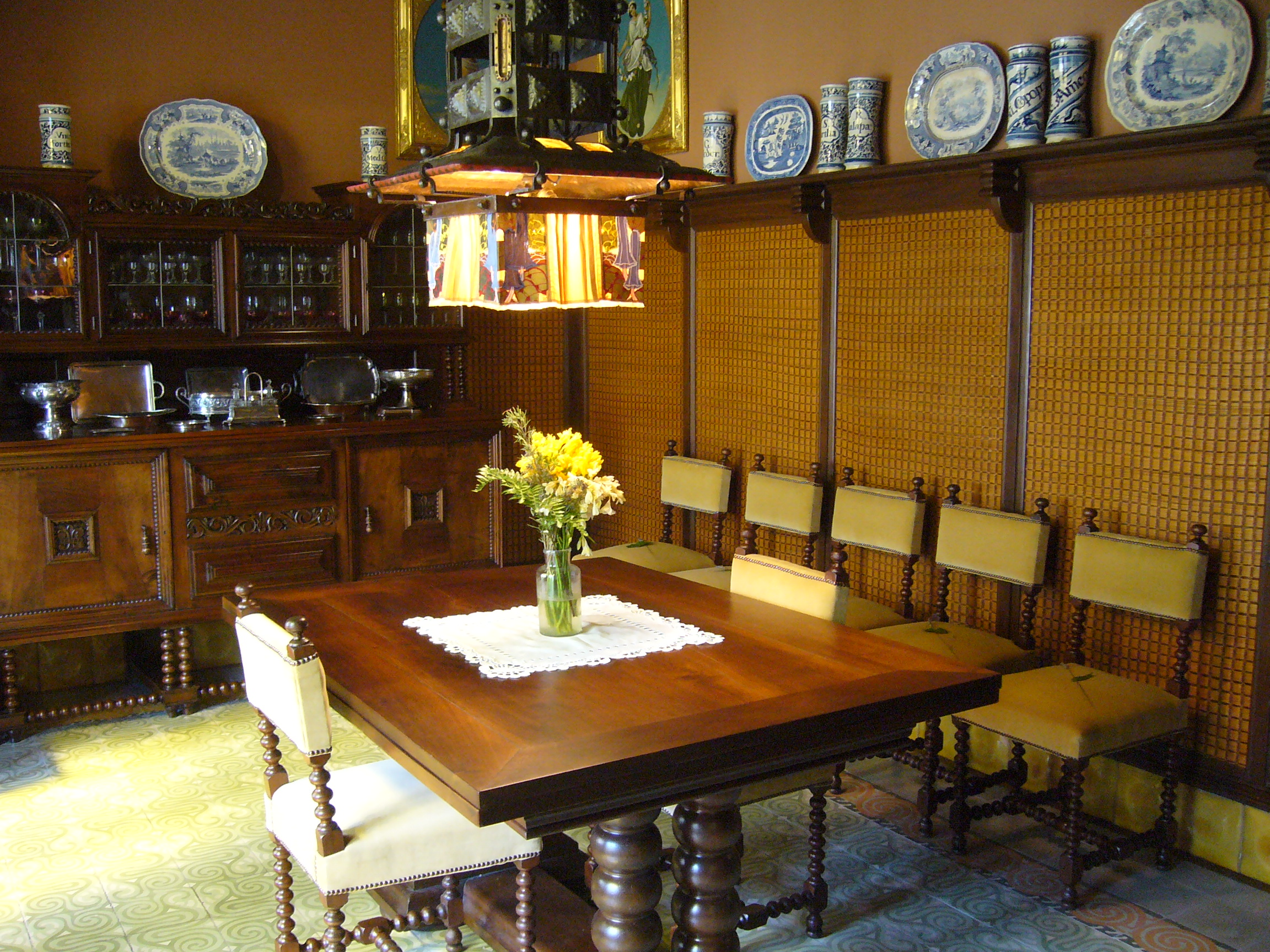
Casa Masó

La Casa Masó est la maison natale de Rafael Masó i Valentí (1880-1935), une de ses œuvres les plus importantes de sa vie d'architecte. Située dans le Barri Vell (vieux quartier) de Gérone et ses vieilles maisons qui bordent la rivière Onyar la Casa Masó est le seul édifice qui est accessible au public.
La maison a été conservée avec le mobilier ainsi que la décoration de l'époque noucentista.

## La façade

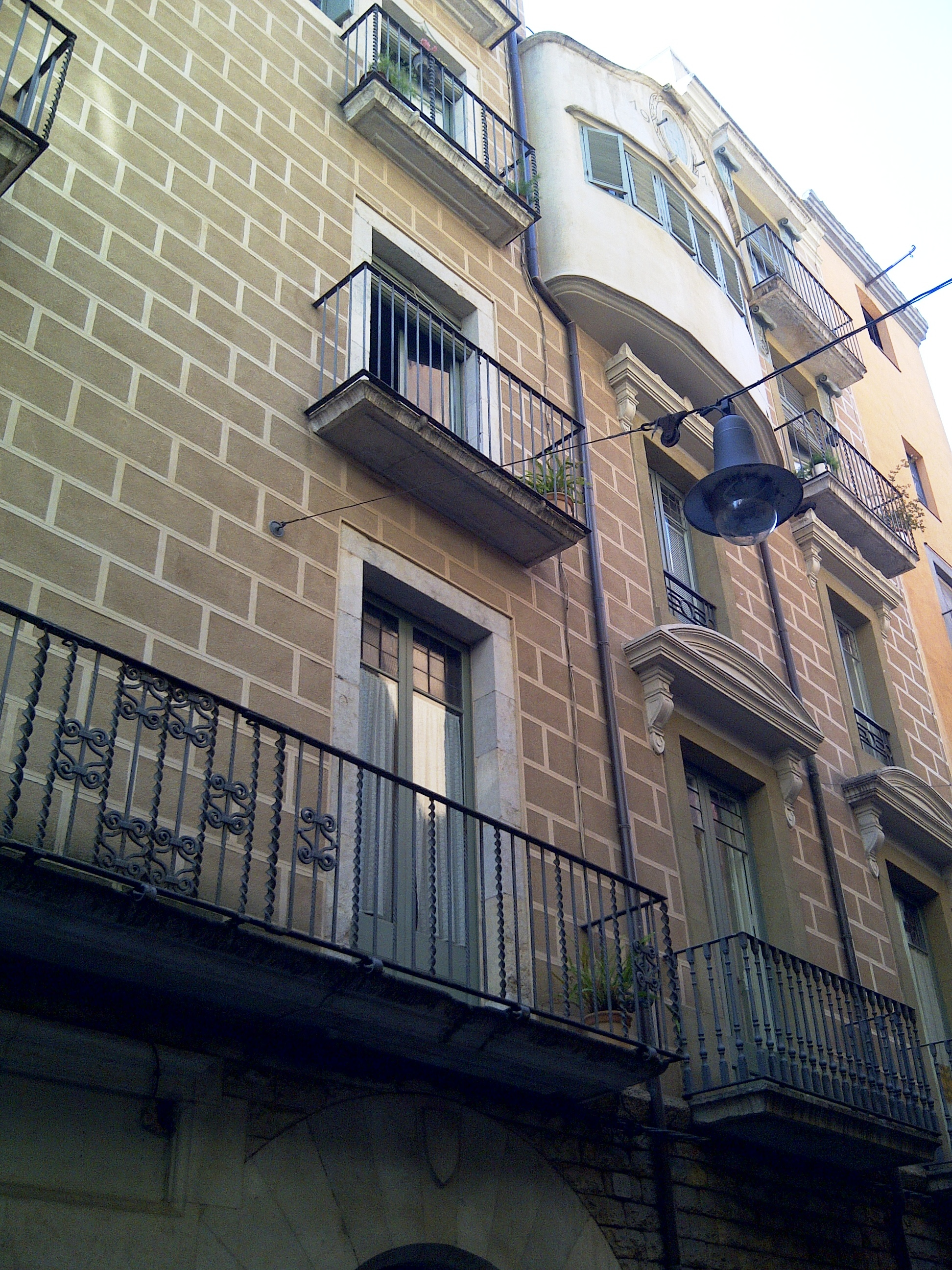
Façade

L'édifice est le résultat de la réunion de quatre maisons, acquises peu à peu par la famille Masó Valentí entre le milieu du XIXe siècle et le début du XXe. La façade doit son aspect actuel aux travaux entrepris par Rafael Masó entre 1911 et 1919,
occasion également d'unifier et de réaménager l'intérieur. L'élément de plus remarquable en est la tribune du troisième étage. Au rez-de-chaussée, le père de l'architecte dirigeait l'imprimerie Masó, où allait être rédigé et imprimé le Diario de Gerona de avisos y noticias entre 1889 et 1936. Le large balcon du premier étage a toujours été un mirador privilégié sur la rue des Ballesteries, pour y contempler fêtes et défilés

## L’entrée
En 1911-12, désireux de rehausser l'image et le prestige de sa famille en l'associant à la tradition de la Gérone ancienne, Masó modifie l'entrée principale de la maison et y marie des éléments historiques (blasons du carrelage mural), religieux (bas-relief de Saint Narcisse et image de sainte Paule) et issus de l'architecture locale (arcs en plein cintre, fer forgé, céramique vitrifiée et pierre).

## Le vestibule
Le bois et les couleurs crème et chocolat qui prédominent dans le vestibule transmettent une accueillante sensation de chaleur quand on franchit le seuil de la maison. Avec la répétition de motifs géométriques allongés et verticaux (la frise courant le long du plafond, le lambris à mi-hauteur, les boiseries de l'escalier) et la lumière qui filtre à travers la lucarne, au fond, Masó parvient également à donner un sentiment d'espace, de netteté et de sobriété. Il possède une horloge de fabrication française du milieu du XIXe siècle.

## La salle à manger
Dans la salle à manger, théâtre de toutes les fêtes domestiques, que Masó exprime la mieux la conception noucentiste du foyer : confortable mais austère, avec un grand soin pour les petits détails, le tout formant un ensemble harmonieux et ponctué de références savantes sous une apparence à la fois humble et populaire. Les objets conçus par l'architecte lui-même : la lampe, les vitraux de couleur, le buffet et la console desserte, ainsi que la statuette Femme au baluchon (vers 1906) du sculpteur noucentiste Enric Casanovas. 

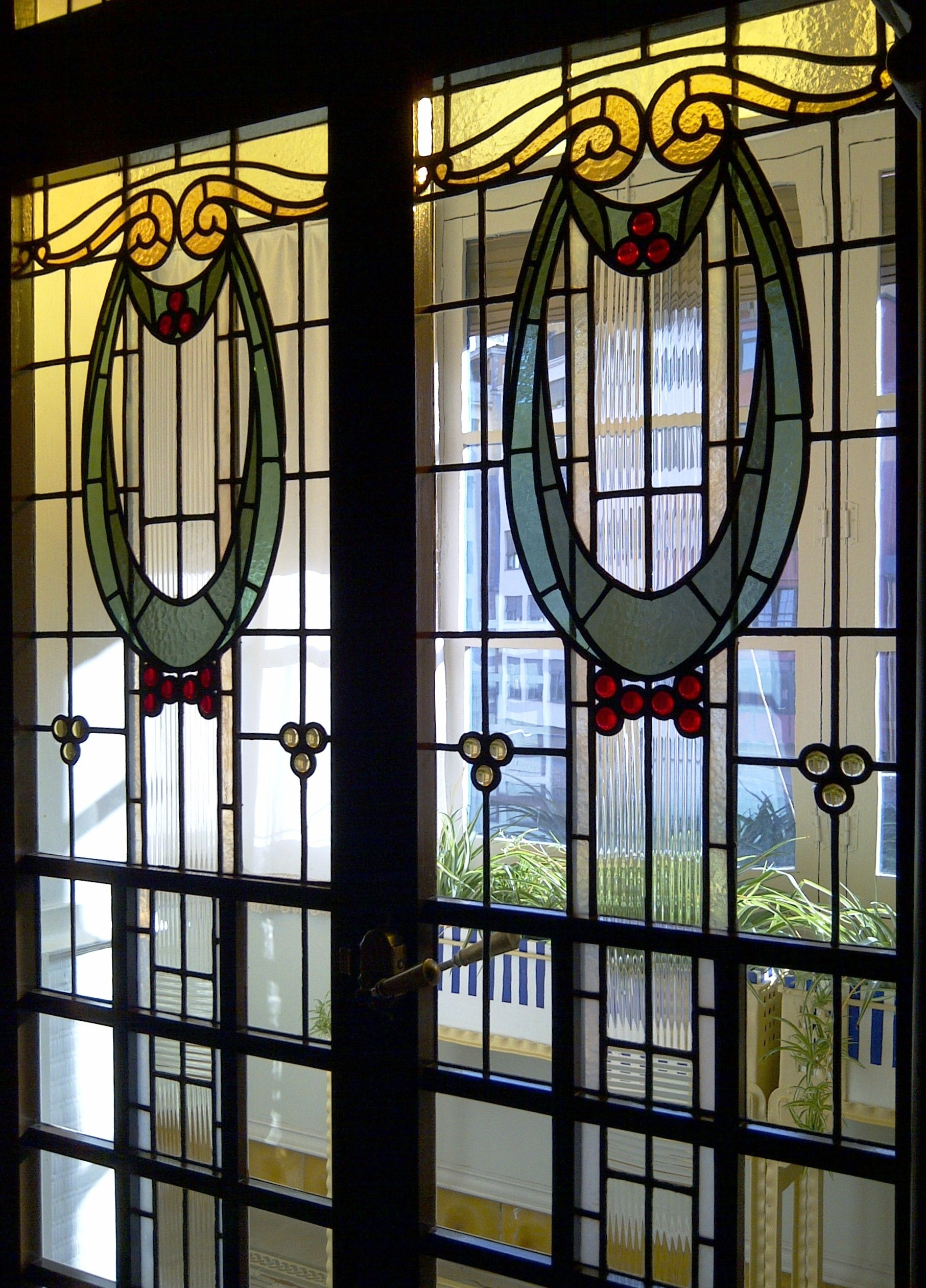
intérieur Casa Masó

## La galerie et la salle de couture
Les galeries de la maison sont des belvédères privilégiés sur la rivière, les ponts et les maisons ; en effet, à cet endroit, l'Onyar amorce une courbe et le point de vue offre une perspective unique. Ces salles étaient utilisées pour coudre, raccommoder, repriser et broder le très abondant linge de maison et les vêtements des nombreux membres de la famille Masó. C'est l'architecte lui-même qui a dessiné les initiales et les motifs des coussins, mouchoirs, nappes, couvre-lits et édredons que brodaient ses sœurs ou son épouse. Dans la galerie, des jardinières, également œuvre de l'architecte, dont l'ornementation rappelle beaucoup celle qu'avait utilisée Charles Rennie Mackintosh, ainsi que le Gitterwerk conçu par Josef Hoffmann et Koloman Moser pour la Wiener Werkstätte.

## La cuisine
La cuisine et l'escalier en colimaçon qui conduit aux chambres de bonnes du troisième étage évoquent les autres habitants des lieux : la cuisinière et les domestiques au service des Masó. 

## La bibliothèque et le bureau
Santiago Masó (1878-1960), l’aîné des Masó Valentí, hérite la maison familiale à la mort des parents. Il est reçu docteur en droit en 1903 et fera une carrière en qualité d’avocat et d’homme politique. En 1918, son jeune frère Rafael conçoit le mobilier de son cabinet d’avocat. La bibliothèque de la Casa Masó est un compendium riche et varié des intérêts littéraires, politiques et professionnels de la famille ; elle est actuellement à la disposition des chercheurs.

## Le séjour
C’est dans cette pièce qu’est exposée la plus grande partie de la collection de peinture de la Casa Masó, qui est avant tout le fruit de l'intérêt du père de l’architecte pour la peinture catalane de l’époque ; procureur près les tribunaux, politicien et journaliste, il était aussi peintre amateur. Entre autres, des œuvres de Laureà Barrau, Modest Urgell, Joan Brull, Lluís Graner, Baldomer Gili Roig et Iu Pascual.

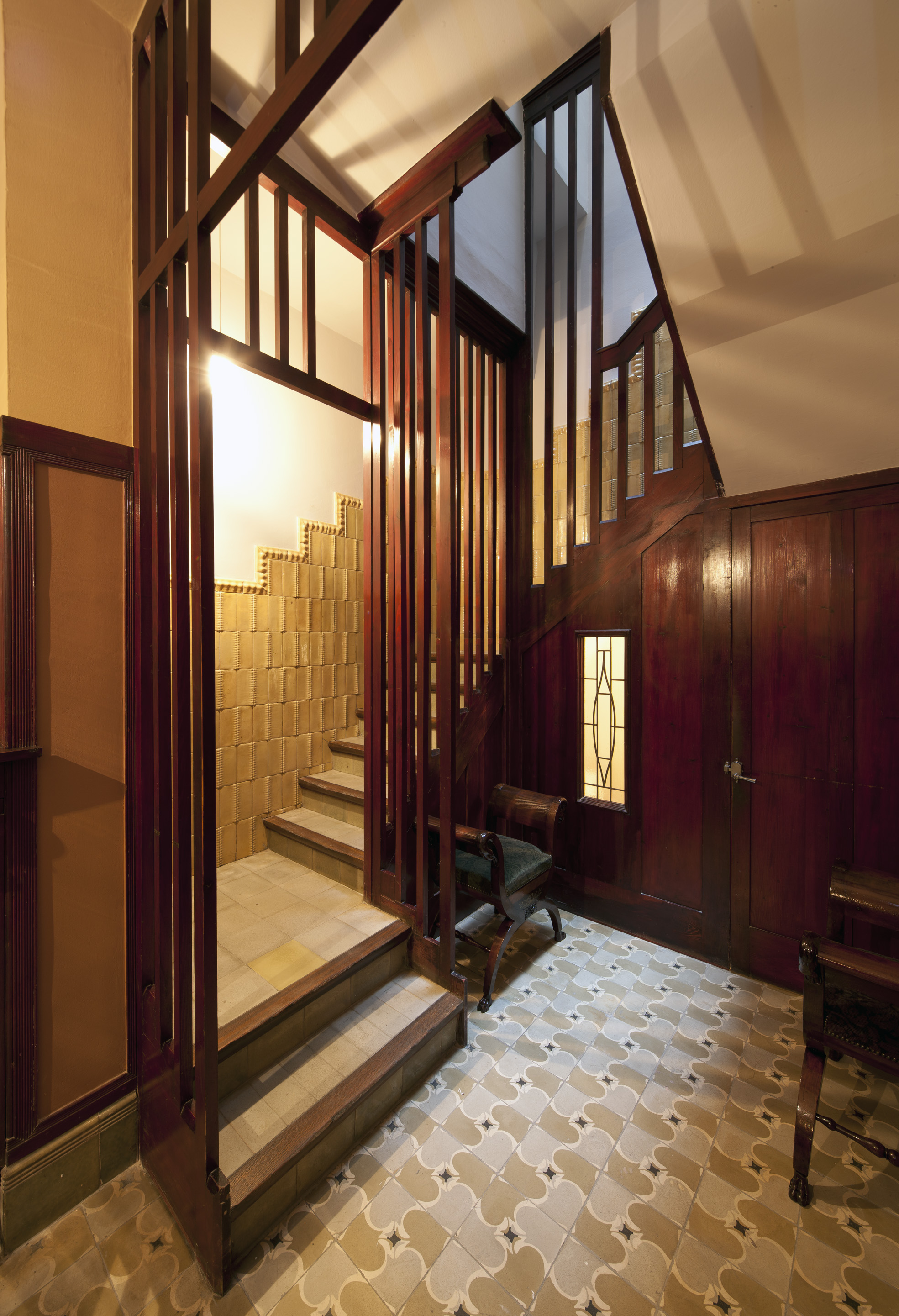
Escalier de la Casa Masó

## L’escalier intérieur et les chambres
Rafael Masó a dessiné les meubles de la chambre du premier étage en 1924, à l'occasion du mariage de son frère Joan. Les formes géométriques de la tête de lit, de la coiffeuse et de l'armoire révèlent la préférence de Masó pour un raffinement austère et pour la facture artisanale. Pour une famille nombreuse telle que les Masó Valentí, il fallait bien beaucoup d'autres chambres : ce sont les pièces qu'occupent aujourd'hui les bureaux et les salles d'exposition de la Fondation, au deuxième étage. L'escalier intérieur, dont la verticalité prononcée et la géométrie étonnent, offre un bon exemple de la manière dont Masó adapte les intérieurs Arts & Crafts anglais à son œuvre. Dans le vestibule du deuxième étage sont exposés, entre autres, deux dessins attribués à Francisco de Goya et plusieurs autres de Marià Salvador Maella, Eugenio Lucas et Vicente López Portaña.

## La salle d’eau
La salle d'eau est un bon exemple du talent de Masó à combiner ses idées aux propriétés des matériaux, pour conférer du caractère aux pièces de la maison. En l'occurrence, la texture et les couleurs de la céramique et de la mosaïque, associées au vitrail de la porte et de la fenêtre, donnent des accents chaleureux, raffinés et nets à un espace privé dont, jusqu'alors, il n'était pratiquement jamais tenu compte pour la décoration des logements des classes moyennes.

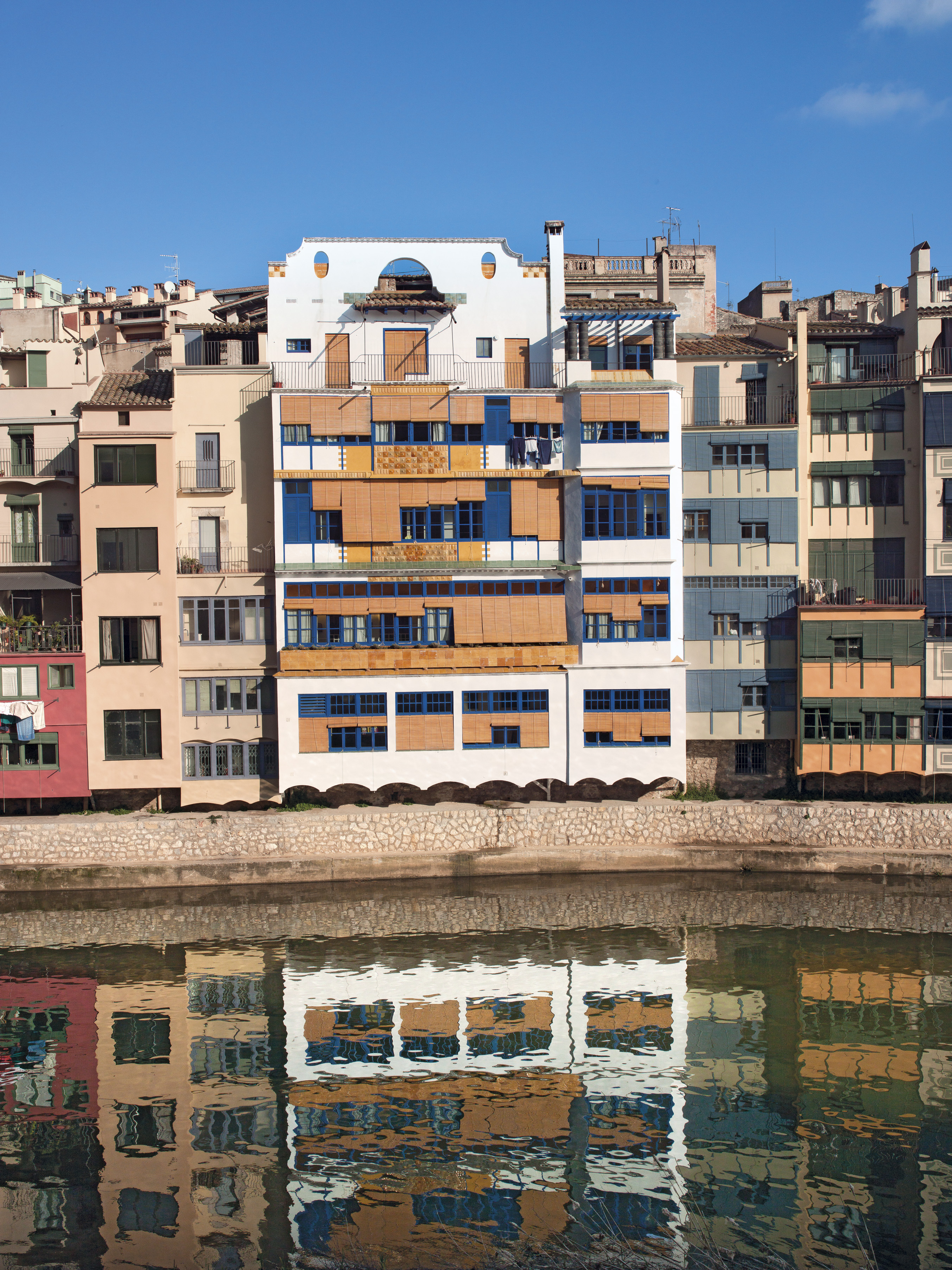
Façade Casa Masó

## La façade surplombant la rivière
Lorsque Masó réaménage et assemble les espaces intérieurs des maisons qu’a acquises sa famille, il en unifie également la partie arrière, de manière à créer une ample façade, la plus large de toutes celles qui surplombent le cours d’eau. Il la peint en blanc, pour qu’elle ressorte sur les autres, et la revêt d’éléments de céramique vitrifiée jaune, qui la ponctuent de notes de couleur en parfaite harmonie avec les persiennes de bois, le bleu des fenêtres et le vert des plantes de la jardinière.

## La Fundació Rafael Masó
La Fondation est un organisme à but non lucratif qui a été créé en 2006 à la suite de la cession de la Casa Masó à la mairie de Gérone par ses derniers propriétaires, les neveux de l’architecte. Elle bénéficie du soutien des successeurs de Rafael Masó, de la mairie, de l’Ordre des architectes, de l’Ordre des architectes techniques et de l’Université de Gérone.
Outre la gestion et la visite de la Casa Masó, la Fondation assure la promotion de l’étude, la préservation et la diffusion de l’œuvre de Masó et du noucentisme catalan, contribuant ainsi à la prise de conscience de l’importance de l’architecture et de l’urbanisme pour la société et pour tous. C’est pourquoi elle publie des ouvrages et organise des expositions et des activités éducatives pour tous les publics.